# RSC Anderlecht in het seizoen 1983/84
RSC Anderlecht ging in het seizoen 1983/84 op zoek naar zijn eerste landstitel onder trainer Paul Van Himst, maar begon met een valse noot aan de competitie. Al op de eerste speeldag verloor Anderlecht van Beerschot, twee weken later raakte Anderlecht ook niet voorbij Club Luik. In eigen huis had team van Van Himst een uitstekende reputatie. Zo won het onder meer met 6-1 van Club Brugge, met 7-0 van Cercle Brugge en met 5-1 van KV Mechelen. Ondanks de goede thuisreputatie moest paars-wit in de competitie KSK Beveren laten voorgaan. Anderlecht kon zelf nooit winnen van de Waaslanders en zag hoe de club voor de tweede keer kampioen werd.
In de beker lag Anderlecht er al in de tweede ronde uit. Club Brugge won in het Astridpark met 1-2.
In de UEFA Cup haalde Anderlecht opnieuw een hoog niveau. In de 1/8e finales schakelden Van Himst en zijn spelers het Franse Lens uit na twee spannende duels. Een ronde later ging Spartak Moskou voor de bijl. Opnieuw maakte Anderlecht in de thuiswedstrijd het verschil. In de halve finale nam Anderlecht op tegen Nottingham Forest. Paars-wit verloor de heenwedstrijd met 2-0, maar zette dat in de terugwedstrijd recht. In een omstreden duel, waarin Anderlecht onder meer een lichte strafschop kreeg, werd het 3-0 voor de Brusselaars. Jaren later kwam uit dat voorzitter Constant Vanden Stock de Spaanse scheidsrechter uit de terugwedstrijd een lening had toegekend. In de finale, die eveneens uit twee wedstrijden bestond, stond met Tottenham Hotspur opnieuw een Engelse tegenstander op het programma. Beide duels eindigden op 1-1, Tottenham haalde het uiteindelijk na strafschoppen.
Aanvoerder Frank Vercauteren kreeg in de loop van het seizoen de Gouden Schoen.

## Spelerskern
| Naam               | Nationaliteit | Geboortedatum | Vorige club             |
| ------------------ | ------------- | ------------- | ----------------------- |
| Keepers            |               |               |                         |
| Jacky Munaron      | België        | 08-09-1956    | 1973-1974 FC Dinant     |
| Dirk Vekeman       | België        | 25-09-1960    | /                       |
| Verdedigers        |               |               |                         |
| Henrik Andersen    | Denemarken    | 07-05-1965    | 1982 Fremad Amager      |
| Walter De Greef    | België        | 13-11-1957    | 1975-1981 Beringen FC   |
| Michel De Groote   | België        | 18-10-1955    | 1977-1979 Club Luik     |
| Georges Grün       | België        | 25-01-1962    | /                       |
| Morten Olsen       | Denemarken    | 14-08-1949    | 1976-1980 RWDM          |
| Bruno Thoelen      | België        | 18-06-1964    | /                       |
| Luka Peruzović     | Joegoslavië   | 26-02-1952    | 1968-1980 Hajduk Split  |
| Middenvelders      |               |               |                         |
| Frank Arnesen      | Denemarken    | 30-09-1956    | 1981-1983 Valencia      |
| Per Frimann        | Denemarken    | 04-06-1962    | 1981 FC Kopenhagen      |
| Arnór Guðjohnsen   | IJsland       | 30-07-1961    | 1978-1982 KSC Lokeren   |
| Wim Hofkens        | Nederland     | 27-03-1958    | 1976-1980 KSK Beveren   |
| Enzo Scifo         | Italië *      | 19-02-1966    | /                       |
| René Vandereycken  | België        | 22-07-1953    | 1981-1983 Genoa         |
| Frank Vercauteren  | België        | 28-10-1956    | /                       |
| Aanvallers         |               |               |                         |
| Kenneth Brylle     | Denemarken    | 22-05-1959    | 1979 Vejle BK           |
| Alex Czerniatynski | België        | 28-07-1960    | 1981-1982 Antwerp FC    |
| Dirk Goossens      | België        | 26-09-1962    | 1980-1983 Beerschot VAV |
| Erwin Vandenbergh  | België        | 26-01-1959    | 1976-1982 Lierse SK     |

* Enzo Scifo liet zich pas later naturaliseren tot Belg.

### Technische staf
|                 |                       |               |
| Functie         | Naam                  | Nationaliteit |
| Coach           | Paul Van Himst (foto) | België        |
| Assistent-coach | Martin Lippens        | België        |
| Kinesitherapeut | Fernand Beeckman      | België        |

## Resultaten
Een overzicht van de competities waaraan Anderlecht in het seizoen 1983-1984 deelnam.
| Seizoen 1983/84  | Seizoen 1983/84 | Seizoen 1983/84    |
| Competitie       | Resultaat       | Uitgeschakeld door |
| ---------------- | --------------- | ------------------ |
| Eerste klasse    | Vicekampioen    |                    |
| Beker van België | 1/16 finale     | Club Brugge        |
| UEFA Cup         | Finalist        | Tottenham Hotspur  |

## Uitrustingen
Shirtsponsor(s): Generale Bank

Sportmerk: adidas
| Thuis | Uit | Alternatief | UEFA Cup | UEFA Cup |

## Transfers

### Zomer
| Naam              | Nationaliteit | Van/naar             | Type        |
| ----------------- | ------------- | -------------------- | ----------- |
| Inkomend          |               |                      |             |
| Frank Arnesen     | Denemarken    | Valencia             | Gekocht     |
| Dirk Goossens     | België        | Beerschot VAV        | Gekocht     |
| Arnór Guðjohnsen  | IJsland       | KSC Lokeren          | Gekocht     |
| Enzo Scifo        | Italië        | RSC Anderlecht       | Eigen jeugd |
| René Vandereycken | België        | Genoa                | Gekocht     |
| Uitgaand          |               |                      |             |
| Hugo Broos        | België        | Club Brugge          | Verkocht    |
| Ludo Coeck        | België        | Internazionale       | Verkocht    |
| Gérard Deroy      | België        | Eendracht Aalst      | Verkocht    |
| Dirk De Vriese    | België        | KSC Lokeren          | Verkocht    |
| Didier Electeur   | België        | Union Saint-Gilloise | Uitgeleend  |
| Tony Goossens     | België        | Antwerp FC           | Verkocht    |
| Juan Lozano       | Spanje        | Real Madrid          | Verkocht    |
| John van der Zwan | Nederland     | Beerschot VAV        | Verkocht    |

## Competitie

### Overzicht
| Speeldag  | 1 | 2 | 3 | 4 | 5 | 6 | 7  | 8  | 9  | 10 | 11 | 12 | 13 | 14 | 15 | 16 | 17 | 18 | 19 | 20 | 21 | 22 | 23 | 24 | 25 | 26 | 27 | 28 | 29 | 30 | 31 | 32 | 33 | 34 |
| --------- | - | - | - | - | - | - | -- | -- | -- | -- | -- | -- | -- | -- | -- | -- | -- | -- | -- | -- | -- | -- | -- | -- | -- | -- | -- | -- | -- | -- | -- | -- | -- | -- |
| Resultaat | v | w | g | w | w | g | w  | v  | w  | g  | g  | w  | w  | g  | w  | v  | w  | v  | w  | g  | g  | w  | w  | w  | v  | w  | w  | w  | w  | v  | w  | v  | w  | w  |
| Punten    | 0 | 2 | 3 | 5 | 7 | 8 | 10 | 10 | 12 | 13 | 14 | 16 | 18 | 19 | 21 | 21 | 23 | 23 | 25 | 26 | 27 | 29 | 31 | 33 | 33 | 35 | 37 | 39 | 41 | 41 | 43 | 43 | 45 | 47 |

### Klassement
|         |    |                               | P  | W  | G  | V  | +  | -  | DS  | Ptn |
| ------- | -- | ----------------------------- | -- | -- | -- | -- | -- | -- | --- | --- |
| K       | 1  | KSK Beveren                   | 34 | 22 | 7  | 5  | 59 | 33 | 26  | 51  |
| (UEFA)  | 2  | RSC Anderlechtois             | 34 | 20 | 7  | 7  | 80 | 39 | 41  | 47  |
| (UEFA)  | 3  | Club Brugge KV                | 34 | 17 | 10 | 7  | 73 | 39 | 34  | 44  |
| (UEFA)  | 4  | R. Standard de Liège          | 34 | 17 | 6  | 11 | 55 | 44 | 11  | 40  |
|         | 5  | RFC Sérésien                  | 34 | 15 | 8  | 11 | 62 | 51 | 11  | 38  |
|         | 6  | KV Mechelen                   | 34 | 12 | 14 | 8  | 47 | 43 | 4   | 38  |
|         | 7  | KSV Waregem                   | 34 | 13 | 9  | 12 | 50 | 44 | 6   | 35  |
|         | 8  | R. Antwerp FC                 | 34 | 12 | 11 | 11 | 50 | 44 | 6   | 35  |
|         | 9  | K. Waterschei SV Thor Genk    | 34 | 13 | 7  | 14 | 45 | 50 | −5  | 33  |
|         | 10 | KSC Lokeren                   | 34 | 12 | 7  | 15 | 43 | 50 | −7  | 31  |
|         | 11 | KSV Cercle Brugge             | 34 | 12 | 7  | 15 | 36 | 46 | −10 | 31  |
|         | 12 | KV Kortrijk                   | 34 | 10 | 9  | 15 | 34 | 45 | −11 | 29  |
|         | 13 | RFC Liégeois                  | 34 | 10 | 9  | 15 | 40 | 51 | −11 | 29  |
|         | 14 | K. Lierse SK                  | 34 | 10 | 9  | 15 | 41 | 58 | −17 | 29  |
| (beker) | 15 | AA Gent                       | 34 | 10 | 8  | 16 | 37 | 43 | −6  | 28  |
|         | 16 | K. Beerschot VAV              | 34 | 7  | 12 | 15 | 43 | 69 | −26 | 26  |
| D       | 17 | Racing White Daring Molenbeek | 34 | 7  | 11 | 16 | 35 | 48 | −13 | 25  |
| D       | 18 | K. Beringen FC                | 34 | 8  | 7  | 19 | 32 | 65 | −33 | 23  |

P: wedstrijden gespeeld, W: wedstrijden gewonnen, G: gelijke spelen, V: wedstrijden verloren, +: gescoorde doelpunten, -: doelpunten tegen, DS: doelsaldo, Ptn: totaal punten
K: kampioen, D: degradeert, (beker): bekerwinnaar, (UEFA): geplaatst voor UEFA-beker

## Individuele prijzen
- Gouden Schoen - Frank Vercauteren

## Afbeeldingen

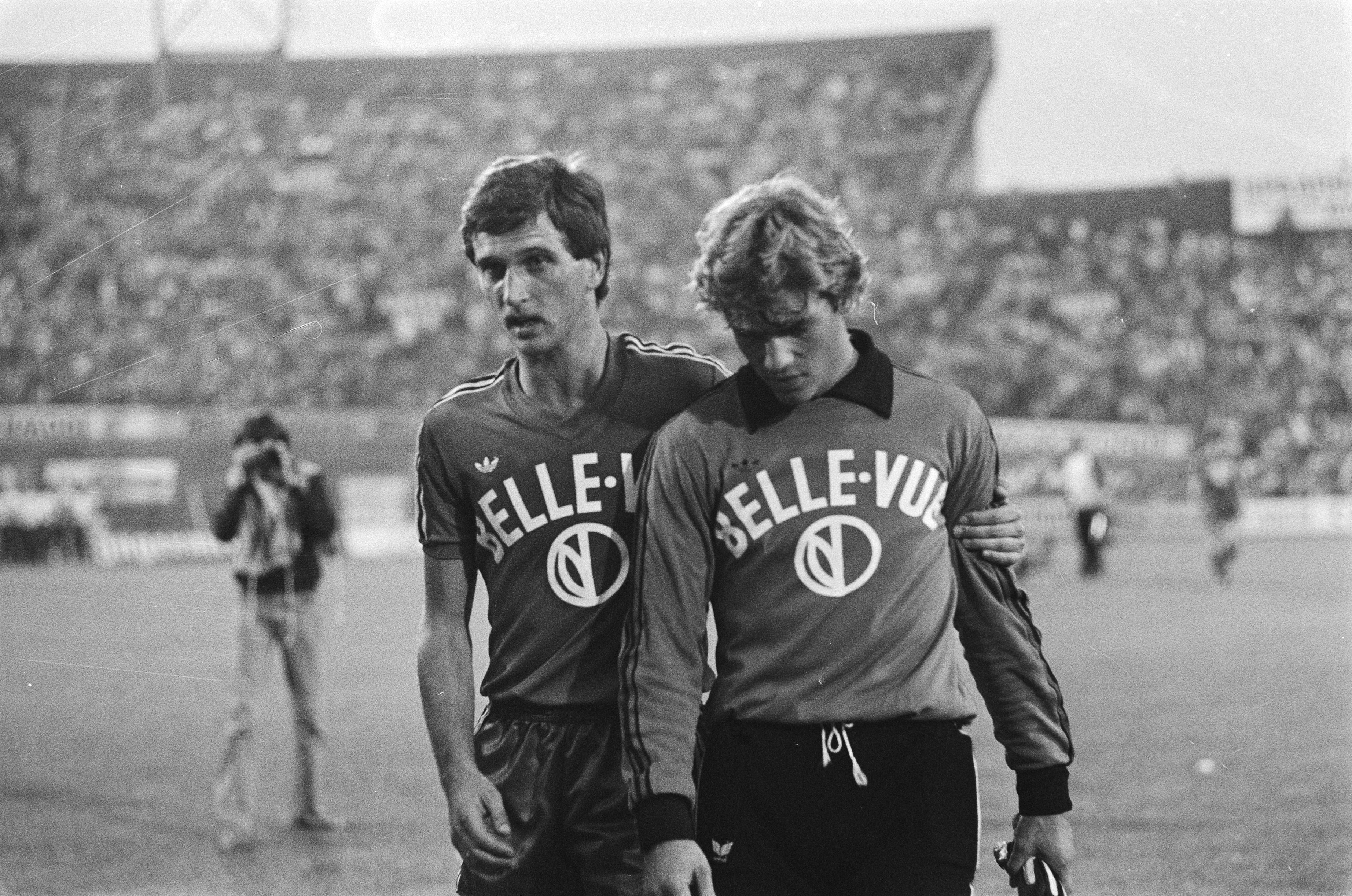
Jacky Munaron (doelman)
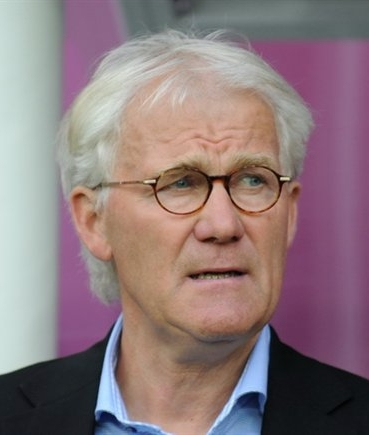
Morten Olsen (verdediger)
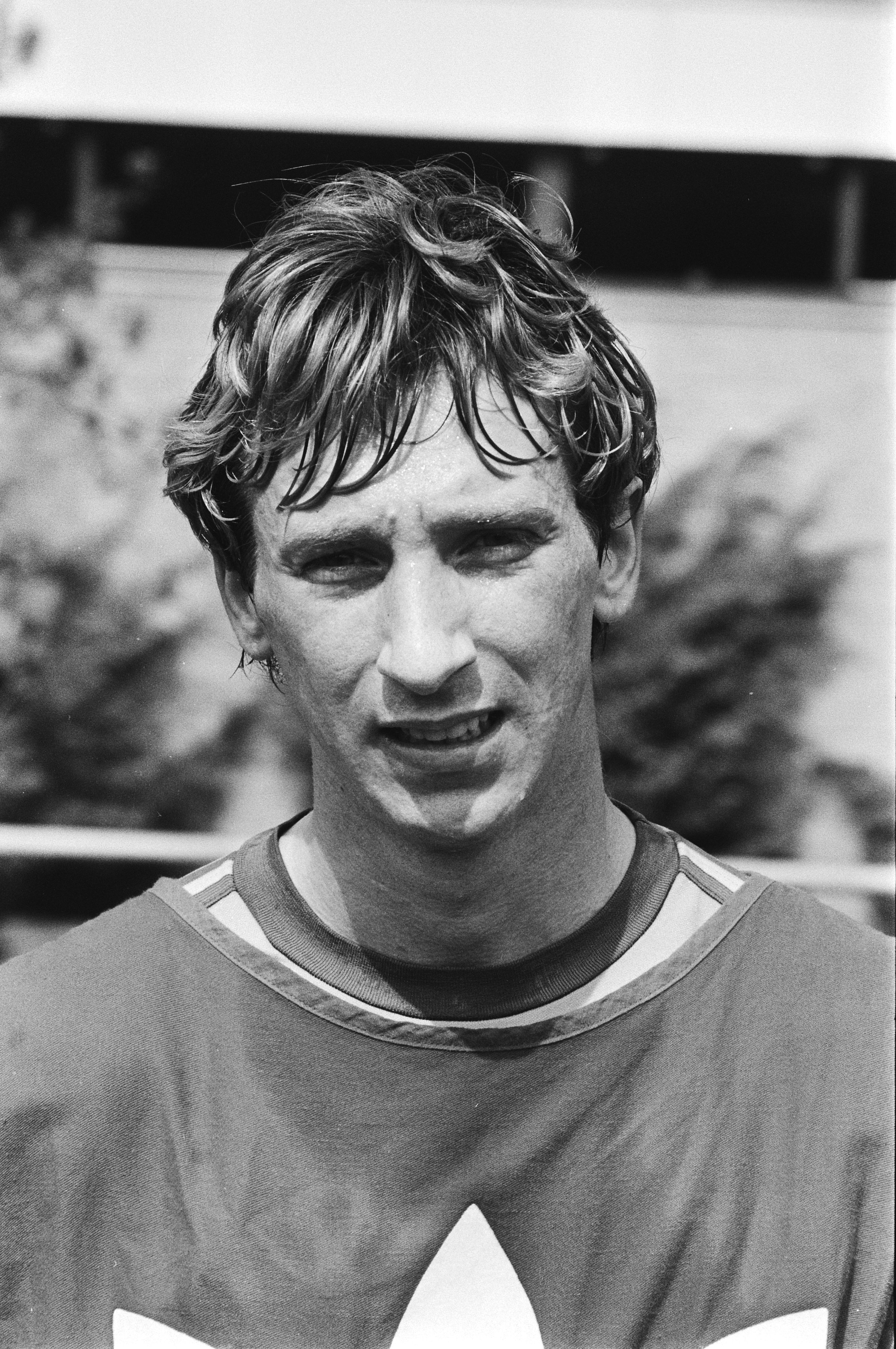
Wim Hofkens (middenvelder)
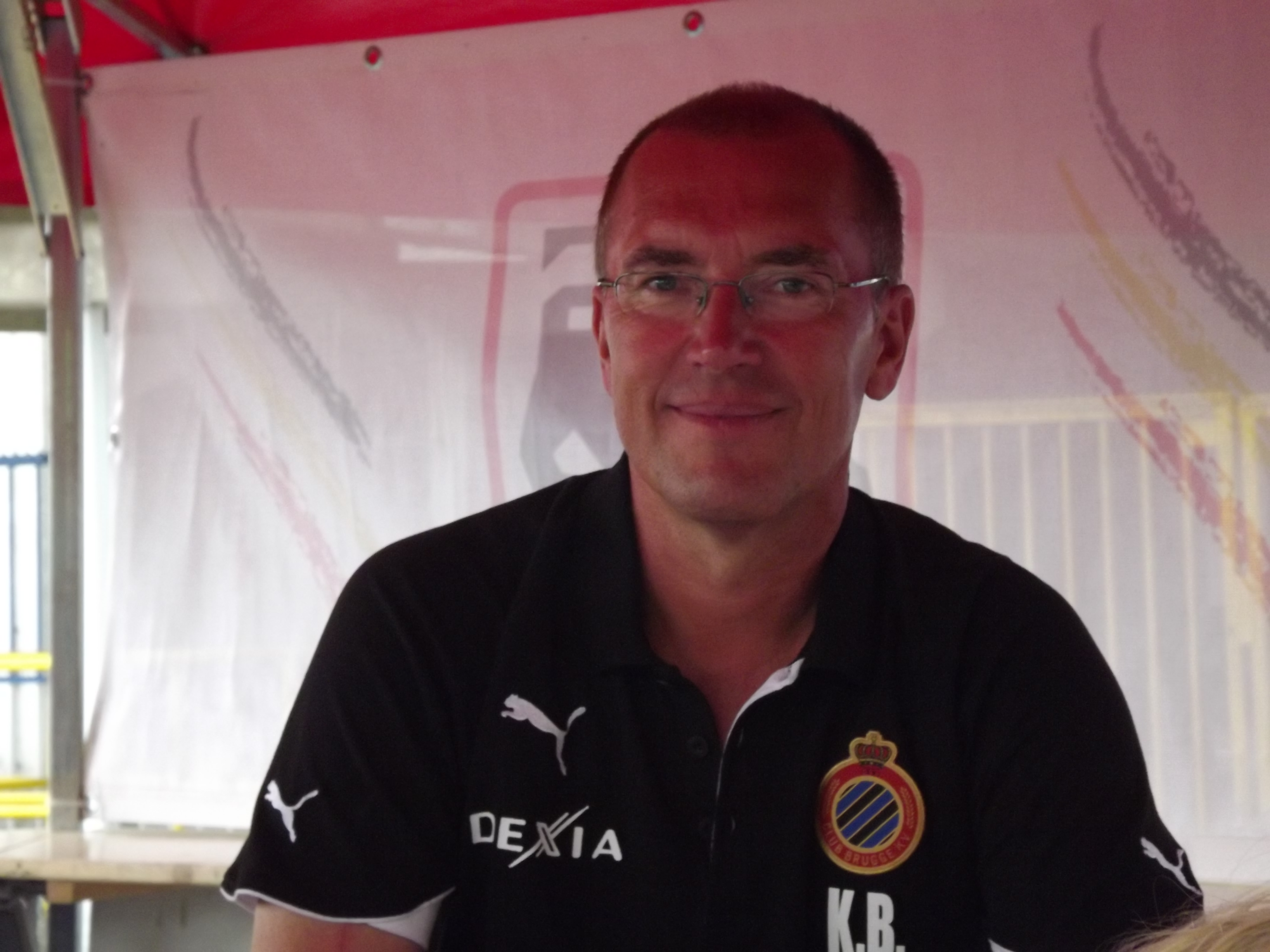
Kenneth Brylle (aanvaller)